# Scaphobaeocera escensa
Scaphobaeocera escensa – gatunek chrząszcza z rodziny kusakowatych, podrodziny łodzikowatych i plemienia Scaphisomatini.
Gatunek ten opisany został w 2011 roku przez Ivana Löbla.
Chrząszcz o ciele długości 1,7 mm, barwy bardzo ciemnobrązowej do czarniawej z rudobrązowymi przydatkami i odwłokiem. Czułki o członie siódmym ponad pięciokrotnie dłuższym od ósmego i dłuższym niż człony czwarty, piąty i szósty razem wzięte. Mikrorzeźby na przedpleczu brak, a na pokrywach ledwo widoczna. Boki zapiersia, hypomeron i przedplecza z punktowaniem bardzo delikatnym, pokrywy z punktami większymi niż na przedpleczu i rozproszonymi. Samiec ma edeagus długości 0,59 do 0,62 mm i silnie rozszerzone człony stóp odnóży przednich.
Owad znany tylko z filipińskiej wyspy Mindanao.